# Илписоим (приток Вортъёгана)
Илписоим (устар. Ильби-Соим) — река в Белоярском районе Ханты-Мансийского АО. Устье реки находится в 44 км по правому берегу реки Вортъёган. Длина реки составляет 21 км.

## Данные водного реестра
По данным государственного водного реестра России относится к Нижнеобскому бассейновому округу, водохозяйственный участок реки — Обь от впадения реки Северная Сосьва до города Салехард, речной подбассейн реки — бассейны притоков Оби ниже впадения Северной Сосьвы. Речной бассейн реки — (Нижняя) Обь от впадения Иртыша.